# کارپات‌ایر
کارپات‌ایر (به انگلیسی: Carpatair) یک شرکت هواپیمایی با کد یاتا V3 است که در تاریخ ۱۹۹۹ میلادی تأسیس شده‌است. دفتر مرکزی کارپات‌ایر در تیمیشوارا، رومانی واقع شده‌است و به ۲ مقصد، پرواز مستقیم انجام می‌دهد.